# David Bowie (album)
David Bowie angol énekes első nagylemeze 1967-ben jelent meg a Deram Records gondozásában. Az album zenei stílusa jelentősen eltér Bowie későbbi munkáitól, a dalok nagyrésze ugyanis a barokk pop stílus jegyében született.

## Az album dalai
Minden szám szerzője David Bowie.
Első oldal
1. "Uncle Arthur" – 2:07
2. "Sell Me a Coat" – 2:58
3. "Rubber Band" – 2:17
4. "Love You till Tuesday" – 3:09
5. "There Is a Happy Land" – 3:11
6. "We Are Hungry Men" – 2:59
7. "When I Live My Dream" – 3:22

Második oldal
1. "Little Bombardier" – 3:23
2. "Silly Boy Blue" – 4:36
3. "Come and Buy My Toys" – 2:07
4. "Join the Gang" – 2:17
5. "She's Got Medals" – 2:23
6. "Maid of Bond Street" – 1:43
7. "Please Mr. Gravedigger" – 2:35

## Közreműködők
- David Bowie – ének, gitár
- Jim Sullivan – gitár, bendzsó, szitár
- Derek Boyes – orgona
- Derek Farnley – basszusgitár
- John Eager – dob
- Marion Constable – háttérvokál

### Produkció
- Mike Vernon – producer
- Gus Dudgeon – hangmérnök
- Gerard Fearnley – fotó